# Trycherus kenyanus
Trycherus kenyanus es una especie de coleóptero de la familia Endomychidae.

## Distribución geográfica
Habita en Kenia.